# Raggi Fotonici
Raggi Fotonici é um grupo musical italiano especializado em banda sonora e temas musicais de desenhos animados, a banda é composta por Mirko Fabbreschi, Laura Salamone e Dario Sgrò.

## História[2]
Antes da formação do grupo, eles cantavam temas musicais de desenhos animados na década de 1990, e iniciaram a banda banda cover somente em 1998.
Em 1999 seu primeiro trabalho original, foi lançado em uma emissora de televisão local de Lácio, onde cantaram a abertura de um programa chamado Spazio Manga.
Com o passar dos anos, atingiram o circuito de televisão nacional, cantando a abertura do anime Super Doll Licca-chan transmitido na Rai Due.
Nos anos seguintes, dominaram o mercado de composição de animação, e trabalharam para os canais Rai Due, Rai Gulp, Rai Futura, Rai Yo Yo, Sky, Cartoon Network e Dynit.
Entre os anos de 2000 e 2014, foram lançados 6 álbuns com músicas inéditas e algumas releituras, cinco singles, no qual (Vivo in una gabbia) foi realizado como banda sonora da Pubblicità Progresso contra o abandono de animais.
Em 2014, colaboraram com a cantora Valeria Rossi na canção "La canzone di Peppa" no desenho Peppa Pig.
Em 2014, realizaram a banda sonora italiana do filme "L'Ape Maia - Il Film", com as canções "L'Ape Maia", "La canzone di Flip" e "Maia Dance".

## Outras actividades
O grupo apresentou o programa Cosplayers' transmitido no canal musical Music Box da Sky, participaram dos programas L33T da Rai Due e MegaGulp da Rai Gulp, e fizeram campanhas sociais para Peta, Animalisti Italiani, Protezione Animali, Associazione Bambini nella Foresta, produziram a comédia musical "SuperGigi, ovvero le avventure di un supereroe ecologista" e também criaram o projecto "Cartoni Animali".
A banda fundou a Associação Cultural "Gente di Cartoonia" com o objectivo de promover a cultura da banda desenhada e desenhos animados em todas as suas formas e expressão.
Em 2011 a banda promoveu e desenvolveu o colectivo "Cartoon Heroes", um "supergrupo" formado por alguns dos cantores mais representativos de temas musicais, dos anos setenta até o presente, com a intenção de celebrar o gênero "abertura" na Itália. O núcleo original é composto por Mirko Fabbreschi (Raggi Fotonici), Laura Salamone (Raggi Fotonici), Dario Sgrò (Raggi Fotonici), Clara Serina (I Cavalieri del Re), Douglas Meakin (Superobots e Rocking Horse), Arnaldo Capocchia (Superobots e Rocking Horse), Claudio Maioli (Spectra), Giacomo Vitullo (Spectra), Maura Cenciarelli (I Nostri Figli), Maura Cenciarelli (I Nostri Figli). "Cartoon Heroes" é também o nome do primeiro disco do grupo, distribuído nos meses de julho, agosto e setembro de 2011, graças à revista mensal "Split". Em 2012, Mirko Fabbreschi e Fabio Bartoli publicaram um livro pela editora Kappalab, intitulado "Cartoon Heroes - Gli artisti di trent'anni di sigle tv" que conta a história do "género abertura" na Itália, anexado ao livro e CD do coletivo de música "Cartoon Heroes", onde os artistas cantaram suas canções originais em versão acústica.
Em 2014, Mirko Fabbreschi publicou o livro "Carta Canta, quando i fumetti diventano canzoni, contendo também o disco desempenhado pela banda e uma história em quadradinhos desenhada por Vanessa Cardinali, com o roteiro escrito por Manuel Pace com ajuda de Miroko Fabbreschi.

## Integrantes
- Capitan Fotonik "apelido de" Mirko Fabbreschi - Cantor e tecladista.
- Ice Woman "apelido de" Laura Salamone - Vocalista e tecladista.
- Music Man "apelido de" Dario Sgrò - Guitarrista e vocal de apoio.

### Ex-integrantes
- La Donna Visibile "apelido de" Sabrina Scriva - Baixista
- La Donna Visibile "apelido de" Costanza Cruillas - Baixista elétrico
- Sbarramazzo Vincenzo "apelido de" Alessio Santoni - Baterista
- Augustarello "apelido de" Augusto Zanonzin - Baterista
- Super Attak "apelido de" Salvatore Arrabito - Guitarrista e vocal de apoio.
- Psycho Man "apelido de" Gabriele Lopez - Guitarrista e vocal de apoio.

## Discografia[5]

### Álbuns e complicações
- 2000 - 1º Maggio a Piazza Navona - CD de Compilação AAVV
- 2000 - Non bombe ma solo caramelle - CD de Compilação AAVV
- 2001 - Supereroi
- 2005 - Una notte in Italia - DVD de Compilação AAVV
- 2006 - Random Robot
- 2007 - Gente di Cartoonia (relançado em 2009)
- 2010 - Cartoni Animali
- 2011 - Cartoon Heroes, gli eroi delle sigle tv
- 2012 - Cartoon Heroes
- 2014 - Carta Canta, quando i fumetti diventano canzoni

### Singles
- 2003 - Divento Verde - CD single
- 2005 - Romics - CD single
- 2006 - Vivo in una gabbia - CD single
- 2014 - La canzone di Peppa - Valeria Rossi com participação de Raggi Fotonici.

### Aberturas e programas televisivos
- 2000 - Abertura do programa televisivo Spazio Manga.
- 2000 - Abertura do programa televisivo TGK.
- 2001 - Hino oficial do festival internacional Romics de quadradinhos e animação.
- 2002 - Abertura do desenho Conte Shork.
- 2002 - Abertura do programa televisivo StarNauti.
- 2003 - Rika-chan, stringi i sogni in te, abertura do anime Super Doll Licca-chan.
- 2003 - Guru Guru il batticuore della magia abertura do anime Mahōjin Guru Guru.
- 2002 - Digimon World, abertura do anime Digimon Adventure.
- 2003 - Divento verde, single realizado para o filme Hulk, o vídeo conteve a música produzida pela Manetti Bros..
- 2004 - L'invincibile Dendoh, abertura do anime Gear Fighter Dendoh.
- 2004 - Hello Kitty e il teatrino delle favole, abertura do anime Hello Kitty - Il teatrino delle fiabe.
- 2004 - Due angeli e una nuvola, encerramento do anime Hello Kitty - Il teatrino delle fiabe.
- 2004 - Supergals, abertura do anime Super Gals! Tre ragazze alla moda
- 2004 - Abertura do anime Daltanious, com participação de Superobots para a edição em DVD pela Dynit.
- 2005 - Indosso maschere, abertura do programa Cosplayers, transmitido pela Music Box.
- 2005 - Iscandar, transmitido pela Rai Futura.
- 2005 - Follow the wind, abertura do anime InuYasha.
- 2005 - Scuola Internazionale di Comics.
- 2006 - Vivo in gabbia', "banda sonora" da Pubblicità Progresso contra o abandono de animais.
- 2006 - L33T, abertura do programa televisivo L33T.
- 2006 - Piccoli Canguri, abertura do desenho animado Piccoli canguri.
- 2007 - Abertura do desenho animado Berto e Piuma.
- 2007 - Abertura de Hello Kitty.
- 2007 - Vipo il cane volante, abertura do desenho animado Vipo: Adventures of the Flying Dog transmitido na RaiSat YoYo e Italia 1.
- 2007 - Abertura do programa televisivo Gente di Cartoonia, transmitido pela Rai Gulp.
- 2008 - Abertura do desenho animado Berto e Piuma 2.
- 2008 - Arriva Smash, tema oficial da Rai Sat Smash.
- 2008 - Yo Yo, tema oficial da RaiSat YoYo
- 2008 - Abertura do desenho animado MegaGulp, transmitido pela Rai Gulp.
- 2008 - Jingle de Mozzarella Francia.
- 2008 - Jingle de Francia Latticini.
- 2008 - Jingle de KZ.
- 2009 - Jingle de Calcio ContoTV.
- 2009 - Abertura de Scooby-Doo.
- 2009 - Yo Yo theme, abertura oficial de Rai YoYo.
- 2009 - Il treno dei dinosauri.
- 2010 - Jingle de BNL.
- 2010 - Jingle de Poste Italiane.
- 2010 - Banda sonora do Tratado de Lisboa.
- 2010 - Jingle de Rai Replay.
- 2010 - iComics]]
- 2010 - La Pimpa
- 2010 - Tom e Jerry.
- 2010 - Mi è sembrato di vedere un gatto.
- 2010 - Il ballo dell'orso Yoghi.
- 2010 - That's all folks.
- 2011 - Banda sonora da curta-metragem Merde.
- 2011 - Jingle de Shinigami.
- 2011 - Jingle de Mozzarella Francia.
- 2011 - Bondi Bondi,  Trio Medusa "Chiamate Roma Triuno Triuno" emitido pela Rádio Deejay.
- 2012 - Un Pozzo per Andrea, banda sonora de VIS  e Sviluppo.
- 2012 - Abertura de Qualamanà da Rádio Manà Manà.
- 2012 - Fumettopoli, hino oficial do festival histórico Milanese de quadradinhos e animação.
- 2012 - Ciao Maia!, abertura do desenho Abelha Maia 3D - transmitido pela Rai Due/Rai Yo Yo.
- 2013 - Banda sonora de Volontariato internazionale per lo sviluppo.
- 2013 - Anche le formiche nel loro piccolo donano, banda sonora para a Associazione Volontari Italiani del Sangue.
- 2013 - Apri la mente, primeira abertura do anime Digimon Fusion Battles, transmitido na Rai Due/Rai Gulp.
- 2013 - Il viaggio inizia da noi, segunda abertura do anime Digimon Fusion Battles.
- 2013 - Stand Up!, terceira abertura do anime Digimon Fusion Battles
- 2013 - Hino oficial do festival Cartoon Village.
- 2013 - Lo straordinario mondo di Gumball, abertura do desenho animado The Amazing World of Gumball, transmitido no Cartoon Network.
- 2013 - Wild Soccer Bunch abertura do desenho animado "The Wild Soccer Bunch - Le sfide dei campioni", transmitido pela Rai Due.
- 2014 - Jingle de Coopi ONG.
- 2014 - Carta Canta.
- 2014 - Kaboom!.
- 2014 - LBX - Little Battlers Experience, abertura do anime Danball Senki, transmitido pela K2.
- 2014 - Peter coniglio, abertura do desenho animado "Peter Rabbit", transmitido pela Rai Yo Yo.
- 2014 - Victory Kickoff, abertura do anime Victory Kickoff!! - Sfide per la vittoria, transmitido na Rai Due.
- 2014 - Doki, canção do desenho animado "Doki's Adventures", transmitido pela K2 e Frisbee.
- 2014 - Abertura de Regular Show, transmitido no Cartoon Network.
- 2014 - Banda sonora italiana do filme L'Ape Maia - Il Film, com as canções L'Ape Maia, La canzone di Flip e Maia Dance.
- 2015 - Jingle de CNOS da Exposição Internacional de Milão Nutrire il pianeta.
- 2015 - Abertura do desenho animado Clarence, transmitido pelo Cartoon Network.